# Squadra di Rezzonico
La squadra di Rezzonico fu una particolare ripartizione amministrativa della Contea di Como.

## Storia
La squadra si formò all'interno della pieve di Menaggio, cui ecclesiasticamente sempre appartenne, per poi separarsene. Con la riforma dell'imperatrice Maria Teresa la squadra rimase formata da Rezzonico, San Siro e Sant'Abbondio, e fu poi soppressa da Napoleone.
Nel 2003 la Regione Lombardia creò il comune di San Siro, con lo stesso territorio della squadra di Rezzonico.